# Шум ветра (фильм)
«Шум ветра» — украинский фильм 2002 года режиссёра Сергея Маслобойщикова. По мотивам баллады И.-В.Гете «Лесной царь».

## Сюжет
Прощание с детскими мечтами о совершенстве мира и постоянстве природы. В фильме три главных героя: мальчик и его родители — Андрей и Александра. И некто Максим, Лесной царь, ветер — предмет тайного восхищения и страха

## В ролях
- Дмитрий Лаленков — Андрей
- Алла Сергийко — Саша
- Денис Карасёв — Максим
- Наталья Доля — Анна
- Вадим Скуратовский — Сомов
- Андрей Дементьев — Самойленко
- Виктор Андриенко — Чава
- Тамара Плашенко — мать Андрея
- Александр Крыжановский — отец Андрея

## Фестивали и награды
- 2002 — Кинофестиваль «Киношок» — Приз имени Александра Княжинского за лучшую операторскую работу Б. Вержбицкому.
- 2002 — Кинофорум «Бригантина» — Призы за лучшую операторскую работу Б. Вержбицкому, за лучшую роль второго плана А. Сергийко, за лучшую музыку к фильму Е. Гофману.
- 2003 — Кинофестиваль «Золотой витязь» — Приз «Серебряный витязь»
- 2003 — Кинофестиваль «Стожары» — Приз за лучшую женскую роль (А.Сергийко)

## Рецензии
- Владислав Сикалов — Сиротская слобода. «Шум ветра», режиссер Сергей Маслобойщиков // Искусство кино, № 1, 2003
- Лариса Брюховецька — «Шум вітру»: спроба колективної інтерпретації // «Кіно-театр», № 4, 2002